# 釋廣度
釋廣度（1928年11月27日—2020年2月22日）是越南佛教僧侶、宗教領袖與異議人士。隨著釋玄光的逝世，他目前已成為越南目前遭禁止的宗教組織越南統一佛教會（Giáo hội Phật giáo Việt Nam Thống nhất，GHPGVNTN）的領導人。

## 生平
釋廣度出生於北越太平省，俗名鄧福慧（Đặng Phúc Tuệ），14歲時出家為僧。他從1960年代起就是越南統一佛教會的領導成員。他已經因為批評現在的越南政權而入獄多次。2001年，他發表了〈呼籲越南施行民主〉的八點民主改革計畫。2002年，釋廣度與釋玄光及阮文理共同獲得捷克人權組織貧困者和默·和明尼人權獎中的人權實踐獎項（Human Rights Activism）他目前遭到越南政府軟禁於胡志明市的誠明禪院（Thanh Minh Thiền Viện）。

### 政治運動
釋廣度在擔任越南統一佛教會領導人的期間主導社會運動反抗吳廷琰的反佛教政策。他在1963年8月20日的一次在西貢及順化市佛教徒與警察之間的暴力衝突後被南越當局逮補入獄，釋廣度和他的數千名佛教徒追隨者在獄中受到南越政府非人道折磨及虐待，這樣的獄中生活並導致他後來得到肺結核，且隨後接受一系列的肺部治療。
在1975年越南被當時的越南共產黨統一後，越南統一佛教會亦被北越當局列為不歡迎對象，越南統一佛教會的設施並因此遭到越南當局的凍結，越南統一佛教會內部保存的相關資料及記錄亦被焚毀。釋廣度在期間依然活躍於反抗越南政府對於佛教徒的不友善政策，他在嘗試集結越南其他地區越南佛教徒進行非暴力反抗後被越南當局指控「反革命」及「破壞國家團結」，並因此被當局軟禁於個人監獄達20個月，一直到當局在1978年12月開庭審判並最終決定釋放他。他在同年被貝蒂·威廉斯及梅里德·科里根·麥奎爾提名為當屆諾貝爾和平獎的候選人。
在1982年越南當局建立一個官方的佛教組織：越南佛教協會（Vietnam Buddhist Sangha），並受到越南祖國陣線的實際控制。而因為釋廣度同樣對該組織的成立持反對意見，他再次被越南當局逮捕並入獄，並隨後遭到當局放逐至太平省的一座小鄉村長達10年。1995年，在一次嘗試揭發越南當局對越南統一佛教會的迫害行動後，他再次被越南當局逮補並被判處五年徒刑。
釋廣度在1999年正式成為越南統一佛教會的律法宣傳機關（Institute for the Dissemination of the Dharma）總裁，意味著他成為組織內部繼該組織元老釋玄光位階次高的組織領導人。
2008年，隨着釋玄光的逝世，其成為越南統一佛教會的領導人。

## 獲獎紀錄
在2001年，釋廣度獲得由人權觀察組織所頒發得「海爾曼/漢密特」（Hellman/Hammett）受迫害作家獎項及獎金。
在2002年，釋廣度與阮文理共同獲得越南人權網絡所頒發的越南人權獎項。
在2002年，釋廣度與釋玄光及阮文理共同獲得捷克人權組織貧困者和默·和明尼人權獎中的人權實踐獎項（Human Rights Activism）
在2003年，釋廣度再次獲得獲得捷克人權組織貧困者所頒發的和默·和明尼人權獎。
在2006年，釋廣度獲得托洛爾夫·拉夫托紀念獎，釋廣度並因「三十年來和平反抗越南共產黨的個人勇氣及堅持，以及作為越南日漸蓬勃的民主運動標記」而受到認可。當時釋廣度因越南當局管控無法領取該獎項，越南政府並禁止他出席該獎項授獎儀式。
在2006年，釋廣度獲得世界民主行動組織所頒發的「民主勇氣獎」。
在2008年，歐洲不同見解（A Different View）雜誌選擇釋廣度作為十五個世界民主偉人名單的其中一位入選人。其他入選人包括納爾遜·曼德拉、萊赫·華勒沙、柯拉蓉·艾奎諾、翁山蘇姬。
他並被諾貝爾和平獎提名9次為該獎候選人。

## 延伸閱讀
1. . 2006-10-12  [2016-10-15]. （原始内容存档于2021-02-11）.
2. . 2003-10-09  [2016-10-15]. （原始内容存档于2021-03-14）.
3. . 2006-10-02  [2016-10-15]. （原始内容存档于2021-02-11）.
4. .   [2016-10-15]. （原始内容存档于2021-03-08）.
5. . （原始内容存档于2007-10-21）.
6. . （原始内容存档于2007-10-21）.
7. . （原始内容存档于2007-10-21）.

## 外部連結
- （英文）越南異議僧侶 （页面存档备份，存于）
- （英文）釋廣度：我的意見 （页面存档备份，存于）